# Prometheus Patera
La Prometheus Patera è una struttura geologica della superficie di Io.